# Лозовый Яр
Лозо́вый Яр (укр. Лозовий Яр) — село, входит в Яготинский район Киевской области Украины.
Население по переписи 2001 года составляло 930 человек. Почтовый индекс — 07720. Телефонный код — 4575. Занимает площадь 8 км². Код КОАТУУ — 3225583601.

## Местный совет
Лозовой Яр, ул. Школьная, 34

## Знаменитые уроженцы
- Гелевера, Евмен Дмитриевич (1916—1998) — участник Великой Отечественной войны 1941—1945 гг., полный кавалер ордена Славы.